# Język prozodyczny
Język prozodyczny – język, w którym cechy prozodyczne (m.in. iloczas i akcent) służą do odróżniania wyrazów. Pojęciem o przeciwnym znaczeniu jest język nieprozodyczny.
Języki nieprozodyczne można podzielić na 2 odmiany:
- umiarkowanie nieprozodyczne – języki, w których cechy prozodyczne służą tylko do oddzielania wyrazów (np. język polski),
- skrajnie nieprozodyczne – języki, w których cechy prozodyczne nie mają żadnego znaczenia (np. język turecki).

## Przykłady
Językami prozodycznymi są przykładowo:
- język łaciński, cecha relewantna – iloczas: venit – przychodzi, vēnit – przyszedł;
- język rosyjski, cecha relewantna – akcent: múka – męka, muká – mąka.